# Corporation des maîtres électriciens du Québec
 (mars 2016).
La CMEQ regroupe tous les entrepreneurs électriciens répartis à travers le Québec. Les entrepreneurs électriciens sont détenteurs d'une licence qui contient la sous-catégorie 16 émise par la CMEQ. Ils embauchent principalement des électriciens, compagnons ou apprentis, pour effectuer les travaux d'électricité.
La CMEQ a pour mission d'assurer la protection du public. À cette fin, elle vérifie et contrôle la qualification de ses membres en vue de s'assurer de leur probité, leur compétence et leur solvabilité. De plus, elle réglemente et discipline leur conduite dans le métier et leur rend tous les services dont ils peuvent avoir besoin.
La CMEQ fut fondée en 1950 à la suite de l'adoption de la Loi sur les maîtres électriciens (L.R.Q. c. M-3) lui octroyant par la même occasion tous les pouvoirs nécessaires à la réalisation de sa mission. Le 19 novembre 2001, la CMEQ s'est vu confier par le gouvernement le mandat de l'administration et de l'application de la Loi sur le bâtiment concernant la qualification professionnelle de ses membres et les garanties financières exigibles de ceux-ci.